# Morceaux de Salon

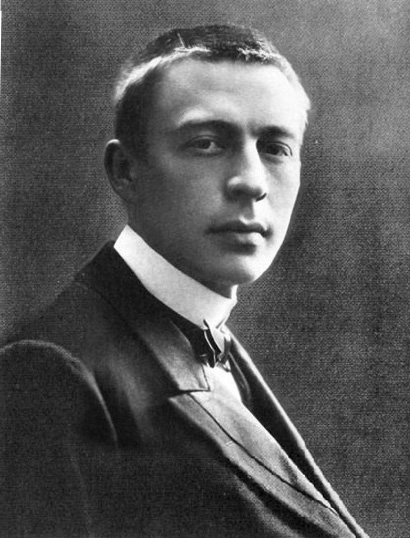
Morceaux de Salon es un conjunto de piezas para piano de Serguéi Rajmáninov.

Morceaux de Salon (del francés: "Piezas de salón"; en ruso: Салонные Пьесы, Salonnyye Pyesy), Op. 10, es una serie de piezas para piano solo compuestas por el compositor ruso Serguéi Rajmáninov en 1894.

## Piezas individuales
- Nocturno en la menor (ruso:Ноктюрн, transliterado:Noctyurn)
- Vals en la mayor (ruso:Вальс, transliterado:Vals)
- Barcarola en sol menor(ruso:Баркарола, transliterado:Barkarola)
- Melodía en re menor (ruso:Мелодия, transliterado:Melodiya)
- Humoresca en sol mayor (ruso:Юмореска, transliterado:Yumoreska)
- Romance en fa menor (ruso:Романс, transliterado:Romans)
- Mazurka en re bemol mayor (ruso:Мазурка, transliterado: Mazurka)